# サイエンス・アンド・ネイチャー
『サイエンス・アンド・ネイチャー』 ("Science & Nature") は、2000年発表のブルートーンズの3枚目のアルバム。

## 解説
前作発表後、所属レーベルのA&Mレコードが吸収合併されたことから、このアルバムはマーキュリー・レコードからのリリースとなった。全英チャートでは7位を記録し、3作連続でトップテン入りしている。
前二作をプロデュースしたヒュー･ジョーンズに代わって、かつてスーパーグラスを手がけたジョン･コーンフィールドを起用。また、キーボード担当のリチャード・ペインが全面的にレコーディングに参加したためか、前作に比べて牧歌的で落ちついた作風に仕上がっている。マークは、「前回のアルバムでは割と挑戦的というか、僕らのアグレッシヴな面を見せたから、今回は逆の側面……つまりデリケートで優しく感情的な方向へと向かっていければとは思ったね」、「もしかしたら、デビュー・アルバムの温かくてメロウな場所へ、僕らは帰っていったのかもしれないね」などと語っている。

## 収録曲
1. ゾロ – Zorrro
2. ラスト・オブ・ザ・グレイト・ナビゲーターズ – The Last of the Great Navigators
3. タイガー・リリー – Tiger Lily
4. マッドスライド – Mudslide
5. ワン・スピード・ギアボックス – One Speed Gearbox
6. ブラッド・バブル – Blood Bubble
7. オートフィリア – Autophillia
8. キープ・ザ・ホーム・ファイアーズ・バーニング – Keep the Home Fires Burning
9. ベイスメント・ソング – The Basement Song
10. スラック・ジョー – Slack Jaw
11. エミリーズ・パイン – Emily's Pine

- 日本盤のボーナス・トラックには「イッツ・ア・ボーイ」が収録されており、また特典映像として「キープ・ザ・ホーム・ファイアーズ・バーニング」のPVも収録されている。

## シングル
- 2000年　キープ・ザ・ホーム・ファイアーズ・バーニング - 13位
- 2000年　オートフィリア - 18位
- 2000年　マッドスライド - EPとして発売